# Arnau Tordera i Prat
Arnau Tordera i Prat (Tona, Osona, 1986), també conegut amb el nom artístic d'Arnau Tordera I, és un compositor, guitarrista, cantant i actor català. És conegut per ser el guitarrista, vocalista i líder del grup Obeses.

## Biografia
Llicenciat en filosofia per la UAB, s'ha format musicalment estudiant composició a l'ESMUC, música moderna al Taller de Músics de Barcelona i guitarra clàssica al Conservatori de Vic.
El 2002 va fundar el grup de metal Segle XIII, que es va fer un lloc en l'escena musical del metal progressiu català. Amb Obeses ha publicat els discs Obesisme Il·lustrat (2011), Zel (2013), Monstres i Princeses (2015) Verdaguer, ombres i maduixes (2017) i Fills de les estrelles (2018). El seu treball de final de carrera de l'ESMUC va consistir en la realització de l'espectacle Obeses 3D, que va significar la presentació del disc Monstres i Princeses, conjuntament amb la Banda Municipal de Barcelona. En la composició de les seves peces musicals pretén donar tanta importància al contingut significatiu com al contingut estètic de la cançó. Per això, les peces tenen una gran diversitat estilística amb elaboracions refinades, contraposicions i un constant antagonisme que mostra una manera diferent de concebre la música.
Com a compositor, ha realitzat arranjaments per a diferents obres teatrals i cinematogràfiques. Des de l'any 2011, és col·laborador de la secció d'opinió d'Osona.com on exposa la seva visió crítica del panorama musical i artístic nacional. L'any 2014 va actuar a l'acte inaugural del Tricentenari de 1714 interpretant una versió de la cançó El cant dels ocells. Del 16 d'abril al 17 de maig del 2015 va formar part, com a músic i actor, en el paper del cambrer Guillaume, de la companyia que interpretava l'obra de Dürrenmatt Frank V al Teatre Lliure, dirigida per Josep Maria Mestres. El 10 de setembre de 2016 va actuar a l'acte institucional de la Diada de Catalunya amb la cançó Venim del nord, venim del sud de Lluís Llach.
És el conductor de la secció radiofònica El Secret de l'èxit a El món a Rac1 i presentador del programa El bolo de TV3.
Va posar música a l'òpera La gata perduda amb llibret de Victoria Szpunberg sobre el barri del Raval de Barcelona i amb 400 persones del mateix barri, que es va estrenar el 2022 al Gran Teatre del Liceu.
Altres projectes:
- El joglar (2023): projecte de cant poètic i guitarra sobre versos de Verdaguer, homenatge als joglars medievals.
- Sardana Súperstar (2023): musical sardanístic amb adaptacions contemporànies al Festival Temporada Alta.
- Deixa’t estar de romanços! (abril 2023): teatre musical amb joves osonencs, dins del projecte Fem un musical.
- La màquina del temps (2019): cantata infantil amb el Secretariat de Corals Infantils de Catalunya, guardonada amb el Premi Anselm Clavé.

## Premis i reconeixements
- 3r Premi Teresa Rebull (2018): Al millor projecte de producció musical en cultura popular i tradicional per Les cançons seran sempre nostres, el duet creat amb Magí Canyelles.[18]
- Premi Rotllana (2019): Guanyador del Premi Rotllana 2019 de la Federació Sardanista de les Comarques de Lleida per la seva contribució a la difusió i normalització de la sardana.[19]
- Premi Anselm Clavé (2019): Guanyador del premi a la millor producció-espectacle per 'La Màquina del Temps'.[20]
- Premi Capital de la Sardana (2021): Guanyador del premi a iniciatives renovadores pels vídeos divulgatius sobre sardanes.[21]

## Discografia
En solitari
- La Màquina del temps - Cantata infantil, amb el Secretariat de Corals Infantils de Catalunya (2019).[22]
- Cançó d'un doble amor [Musicació del poema de Josep Carner] (2020).[23]

Amb Segle XIII
- Entre dos mons (2004)
- Els set pecats capitals (senzill) (2008)

Amb Obeses
- Obesisme Il·lustrat (2011)
- Zel (2013)
- El meu poble i jo (2013), Regala petons (2013), Ella contra el món (2014), Rosó (Pel teu amor) (2014).
- Monstres i Princeses (2015)
- Verdaguer: Ombres i Maduixes (2017)
- Fills de les estrelles (2018)